# اچ‌ام‌اس سوپرب (۱۸۷۵)

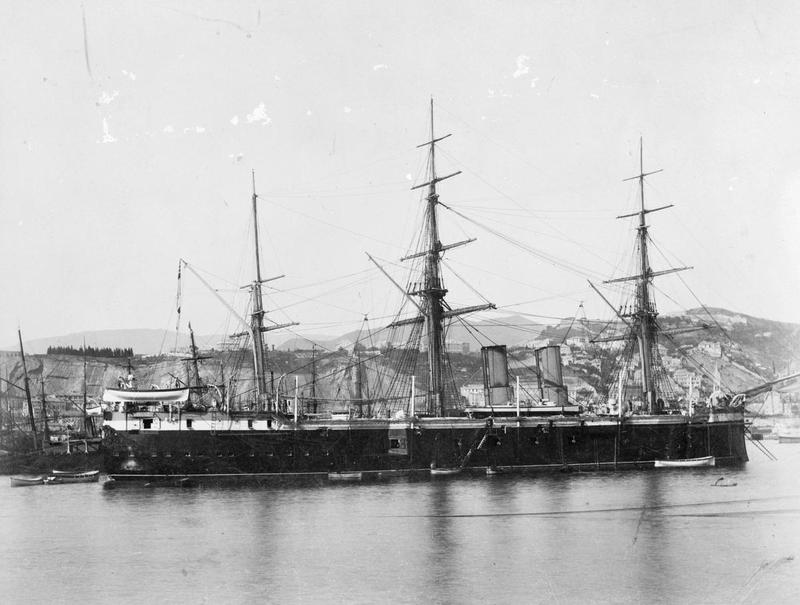
تصویری از کشتی اچ‌ام‌اس سوپرب

اچ‌ام‌اس سوپرب (۱۸۷۵) (به انگلیسی: HMS Superb (1875)) یک کشتی بود که طول آن ۳۳۲ فوت ۴ اینچ (۱۰۱٫۳۰ متر) بود. این کشتی در سال ۱۸۷۵ ساخته شد.